# Pirzəkücə
Pirzəkücə è un comune dell'Azerbaigian situato nel distretto di Lerik. Conta una popolazione di 356 abitanti.